# Grand Prix automobile de Pau 2011
Le Grand Prix de Pau 2011, disputé le 22 mai 2011 sur le circuit de Pau-Ville, est la 2e épreuve du Trophée international de Formule 3 2011. Il s'agit de la soixante-dixième édition du Grand Prix de Pau qui fait son grand retour après un an d'absence.

## Contexte avant le Grand Prix
Pour le retour du Grand Prix en 2011, l'ASAC basco-béarnais, emmené par son nouveau président Joel Do Vale et désormais associé à Peter Auto, réussit à rassembler un plateau de 9 championnats différents. Pour permettre de redynamiser la catégorie Formule 3, en perte de vitesse depuis l'apparition du GP3 Series en 2010, la Fédération internationale de l'automobile organise le tout premier Trophée international, Pau fait alors partie du même calendrier que les Masters de Zandvoort et le Grand Prix de Macao. Sur le circuit, la grande tribune en face des stands, construite en 1957 et modifiée en 2009, est détruite car elle menaçait de s'écrouler. Pour la remplacer, une tribune amovible est installée derrière l'Ousse, elle est donc plus éloignée de la piste, ce qui entraîne quelques plaintes de la part des spectateurs qui reprochent un manque de visibilité. Côté télévision, c'est Motors TV qui retransmet le Grand Prix en direct, ainsi que ses courses supports avec les commentaires de Laurent-Frédéric Bollée et Jean-Karl Vernay.
Une semaine avant le Grand Prix moderne, le Grand Prix historique propose, en tête d'affiche, des Formule 1 des années 1950 et 1960. Une semaine de fête, « La semaine du Grand Prix », est organisée entre les deux Grand Prix dans le centre-ville, les organisateurs misent sur une ambiance de kermesse avec différentes activités autour du Grand Prix, comme le Grand Prix de Pau Virtuel, simulation de course automobile, ou les différentes boutiques tenues par des passionnés de sports mécaniques.
Une des attractions du weekend est le tout premier Grand Prix réservé aux voitures électriques, les bolides sont alors des Exagon à moteur Siemens utilisées lors du Trophée Andros électrique et modifiées pour rouler sur l'asphalte. La catégorie regroupe majoritairement des pilotes français célèbres comme Soheil Ayari, Nicolas Prost, Nicolas Lapierre, Nathanaël Berthon, Franck Lagorce et Olivier Panis. Adrien Tambay et le palois Mike Parisy qui se partagent les victoires.
Le samedi soir, la traditionnelle course nocturne a lieu en catégorie Clio Cup française. Parmi les engagés se trouve le présentateur de télévision Alexandre Debanne qui sera finalement contraint à l'abandon. Fabien Barthez également présent termine onzième de la course remportée par Nicolas Milan.

## Format
Vendredi 20 mai
- 10 h 25 : essais libres 1 (45 minutes)
- 16 h 0 : essais libres 2 (30 minutes)

Samedi 21 mai
- 8 h 50 : Qualifications 1 (30 minutes)
- 15 h 35 : Qualifications 2 (30 minutes)

Dimanche 22 mai
- 14 h 25 : Grand Prix de Pau (40 minutes)

## Engagés
4 pilotes non-engagés au Trophée se sont inscrits à la course: le Brésilien Luis Felipe "Pipo" Derani, l'anglais de Singapour Richard Bradley, le seul Français du plateau Tom Dillmann, champion d'Allemagne de F3 la saison dernière ainsi que l'Estonien Marko Asmer, qui fait son retour après une longue absence. De nombreux favoris de la discipline sont présents tels que Roberto Merhi, Daniel Juncadella, Marco Wittmann et Laurens Vanthoor, qui pilote une Dallara F309 contrairement au reste du plateau.
| Équipe            | Voiture                   | no | Pilote            |
| ----------------- | ------------------------- | -- | ----------------- |
| Motopark Academy  | Dallara F308-Volkswagen   | 1  | Kimiya Sato       |
| Motopark Academy  | Dallara F308-Volkswagen   | 2  | Tom Dillmann      |
| Carlin Motorsport | Dallara F308-Volkswagen   | 3  | Carlos Huertas    |
| Carlin Motorsport | Dallara F308-Volkswagen   | 4  | Jazeman Jaafar    |
| Carlin Motorsport | Dallara F308-Volkswagen   | 11 | Richard Bradley   |
| Prema Powerteam   | Dallara F308-Mercedes/HWA | 5  | Daniel Juncadella |
| Prema Powerteam   | Dallara F308-Mercedes/HWA | 6  | Roberto Merhi     |
| Signature         | Dallara F308-Volkswagen   | 7  | -Daniel Abt       |
| Signature         | Dallara F309-Volkswagen   | 8  | Laurens Vanthoor  |
| Signature         | Dallara F308-Volkswagen   | 9  | Carlos Muñoz      |
| Signature         | Dallara F308-Volkswagen   | 10 | Marco Wittmann    |
| Double R Racing   | Dallara F308-Mercedes/HWA | 14 | Marko Asmer       |
| Double R Racing   | Dallara F308-Mercedes/HWA | 15 | Pipo Derani       |

## Essais libres

### Essais libres 1

#### Classement
| Pos. | no | Pilote            | Écurie            | Voiture                 | Chrono         | Écart     |
| ---- | -- | ----------------- | ----------------- | ----------------------- | -------------- | --------- |
| 1    | 10 | Marco Wittmann    | Signature         | Dallara F308-Volkswagen | 1 min 12 s 932 |           |
| 2    | 6  | Roberto Merhi     | Prema Powerteam   | Dallara F308-Mercedes   | 1 min 13 s 065 | + 0 s 133 |
| 3    | 9  | Carlos Muñoz      | Signature         | Dallara F308-Volkswagen | 1 min 13 s 243 | + 0 s 311 |
| 4    | 5  | Daniel Juncadella | Prema Powerteam   | Dallara F308-Mercedes   | 1 min 13 s 284 | + 0 s 352 |
| 5    | 8  | Laurens Vanthoor  | Signature         | Dallara F309-Volkswagen | 1 min 13 s 397 | + 0 s 465 |
| 6    | 7  | Daniel Abt        | Signature         | Dallara F308-Volkswagen | 1 min 13 s 439 | + 0 s 507 |
| 7    | 2  | Tom Dillmann      | Motopark Academy  | Dallara F308-Volkswagen | 1 min 13 s 533 | + 0 s 601 |
| 8    | 14 | Marko Asmer       | Double R Racing   | Dallara F308-Mercedes   | 1 min 13 s 553 | + 0 s 621 |
| 9    | 4  | Jazeman Jaafar    | Carlin Motorsport | Dallara F308-Volkswagen | 1 min 13 s 916 | + 0 s 984 |
| 10   | 15 | Pipo Derani       | Double R Racing   | Dallara F308-Mercedes   | 1 min 14 s 054 | + 1 s 122 |
| 11   | 1  | Kimiya Sato       | Motopark Academy  | Dallara F308-Volkswagen | 1 min 14 s 466 | + 1 s 534 |
| 12   | 3  | Carlos Huertas    | Carlin Motorsport | Dallara F308-Volkswagen | 1 min 14 s 473 | + 1 s 541 |
| 13   | 11 | Richard Bradley   | Carlin Motorsport | Dallara F308-Volkswagen | 1 min 14 s 638 | + 1 s 706 |

### Essais libres 2

#### Classement
| Pos. | no | Pilote            | Écurie            | Voiture                 | Chrono         | Écart     |
| ---- | -- | ----------------- | ----------------- | ----------------------- | -------------- | --------- |
| 1    | 10 | Marco Wittmann    | Signature         | Dallara F308-Volkswagen | 1 min 12 s 197 |           |
| 2    | 9  | Carlos Muñoz      | Signature         | Dallara F308-Volkswagen | 1 min 12 s 330 | + 0 s 133 |
| 3    | 4  | Jazeman Jaafar    | Carlin Motorsport | Dallara F308-Volkswagen | 1 min 12 s 481 | + 0 s 284 |
| 4    | 6  | Roberto Merhi     | Prema Powerteam   | Dallara F308-Mercedes   | 1 min 12 s 505 | + 0 s 308 |
| 5    | 8  | Laurens Vanthoor  | Signature         | Dallara F309-Volkswagen | 1 min 12 s 559 | + 0 s 362 |
| 6    | 7  | Daniel Abt        | Signature         | Dallara F308-Volkswagen | 1 min 12 s 578 | + 0 s 381 |
| 7    | 5  | Daniel Juncadella | Prema Powerteam   | Dallara F308-Mercedes   | 1 min 12 s 622 | + 0 s 425 |
| 8    | 15 | Pipo Derani       | Double R Racing   | Dallara F308-Mercedes   | 1 min 12 s 685 | + 1 s 488 |
| 9    | 2  | Tom Dillmann      | Motopark Academy  | Dallara F308-Volkswagen | 1 min 12 s 905 | + 0 s 708 |
| 10   | 14 | Marko Asmer       | Double R Racing   | Dallara F308-Mercedes   | 1 min 13 s 135 | + 0 s 938 |
| 11   | 1  | Kimiya Sato       | Motopark Academy  | Dallara F308-Volkswagen | 1 min 13 s 245 | + 1 s 048 |
| 12   | 11 | Richard Bradley   | Carlin Motorsport | Dallara F308-Volkswagen | 1 min 13 s 488 | + 1 s 291 |
| 13   | 3  | Carlos Huertas    | Carlin Motorsport | Dallara F308-Volkswagen | 1 min 13 s 978 | + 1 s 781 |

## Course

### Résumé
Marco Wittmann s'impose après une course de 40 minutes marquée par l'abandon soudain de Tom Dillmann à cause de problèmes de boîte de vitesses et le duel entre Roberto Mehri et Daniel Juncadella pour le compte de la deuxième place.

### Classement
| Pos. | no | Pilote            | Écurie            | Voiture                 | Tours | Temps/Abandon     | Grille |
| ---- | -- | ----------------- | ----------------- | ----------------------- | ----- | ----------------- | ------ |
| 1    | 10 | Marco Wittmann    | Signature         | Dallara F308-Volkswagen | 35    | 42 min 1 s 758    | 1      |
| 2    | 6  | Roberto Merhi     | Prema Powerteam   | Dallara F308-Mercedes   | 35    | + 14 s 943        |        |
| 3    | 5  | Daniel Juncadella | Prema Powerteam   | Dallara F308-Mercedes   | 35    | + 15 s 151        |        |
| 4    | 7  | Daniel Abt        | Signature         | Dallara F308-Volkswagen | 35    | + 16 s 683        |        |
| 5    | 9  | Carlos Muñoz      | Signature         | Dallara F308-Volkswagen | 35    | + 28 s 907        |        |
| 6    | 15 | Pipo Derani       | Double R Racing   | Dallara F308-Mercedes   | 35    | + 39 s 113        |        |
| 7    | 14 | Marko Asmer       | Double R Racing   | Dallara F308-Mercedes   | 35    | + 40 s 745        |        |
| 8    | 1  | Kimiya Sato       | Motopark Academy  | Dallara F308-Volkswagen | 35    | + 45 s 259        |        |
| 9    | 3  | Carlos Huertas    | Carlin Motorsport | Dallara F308-Volkswagen | 35    | + 49 s 923        |        |
| 10   | 11 | Richard Bradley   | Carlin Motorsport | Dallara F308-Volkswagen | 35    | + 50 s 918        |        |
| 11   | 4  | Jazeman Jaafar    | Carlin Motorsport | Dallara F308-Volkswagen | 35    | + 1 min 8 s 270   |        |
| Abd. | 8  | Laurens Vanthoor  | Signature         | Dallara F309-Volkswagen | 10    | Sortie de piste   |        |
| Abd. | 2  | Tom Dillmann      | Motopark Academy  | Dallara F308-Volkswagen | 4     | Boite de vitesses |        |

## Courses supports
| Manche | Pilote             | Voiture                         | Championnat              | Saison |
| ------ | ------------------ | ------------------------------- | ------------------------ | ------ |
| C1     | Mike Parisy        | Exagon Andros Car 04-Siemens    | Andros GP Électrique     | Saison |
| C2     | Adrien Tambay      | Exagon Andros Car 04-Siemens    | Andros GP Électrique     | Saison |
| C1     | Javier Tarancon    | Barazi-Epsilon FR2.0-10 Renault | Formula Renault 2.0 Alps | Saison |
| C2     | Javier Tarancon    | Barazi-Epsilon FR2.0-10 Renault | Formula Renault 2.0 Alps | Saison |
| C1     | Matthieu Vaxivière | Signatech F4-Renault            | Championnat de France F4 | Saison |
| C2     | Matthieu Vaxivière | Signatech F4-Renault            | Championnat de France F4 | Saison |
| C1     | Nicolas Milan      | Renault Clio                    | Clio Cup France          | Saison |
| C2     | Nicolas Milan      | Renault Clio                    | Clio Cup France          | Saison |
| C1     | Valerio Leone      | March 783-Toyota                | Trophée F3 Classic       | Saison |
| C2     | Francis Dougnac    | Ralt RT1-Alfa Romeo             | Trophée F3 Classic       | Saison |
| C1     | Ludovic Bellinato  | Peugeot 207                     | Coupe 207 THP            | Saison |
| C2     | Xavier Guyonnet    | Peugeot 207                     | Coupe 207 THP            | Saison |
| C1     | Giani Sciabbarrasi | Peugeot 207 Spider              | THP Spider Cup           | Saison |
| C2     | Giani Sciabbarrasi | Peugeot 207 Spider              | THP Spider Cup           | Saison |
| C1     | Mike Parisy        | Legends Cars-Yamaha             | Legends Cars Cup         | Saison |
| C2     | Mike Parisy        | Legends Cars-Yamaha             | Legends Cars Cup         | Saison |
| C3     | Pol Bertrand       | Legends Cars-Yamaha             | Legends Cars Cup         | Saison |